# Kerényi Jenő szoborpark
A Kerényi Jenő szoborpark egy közterület Szentendrén, az egykori Kerényi Jenő Emlékmúzeum körüli parkban. A park névadója Kerényi Jenő szobrász, akinek néhány alkotása látható a parkban. Más szobrok is a kiállítás részei, így pl. Csíkszentmihályi Róbert 1975-ben készült felszabadulási emlékműve. A többi szobor is ezidőtájt került a parkba.
A szoborpark a Czóbel park másik oldalán lévő kiállítás részének is tekinthető.

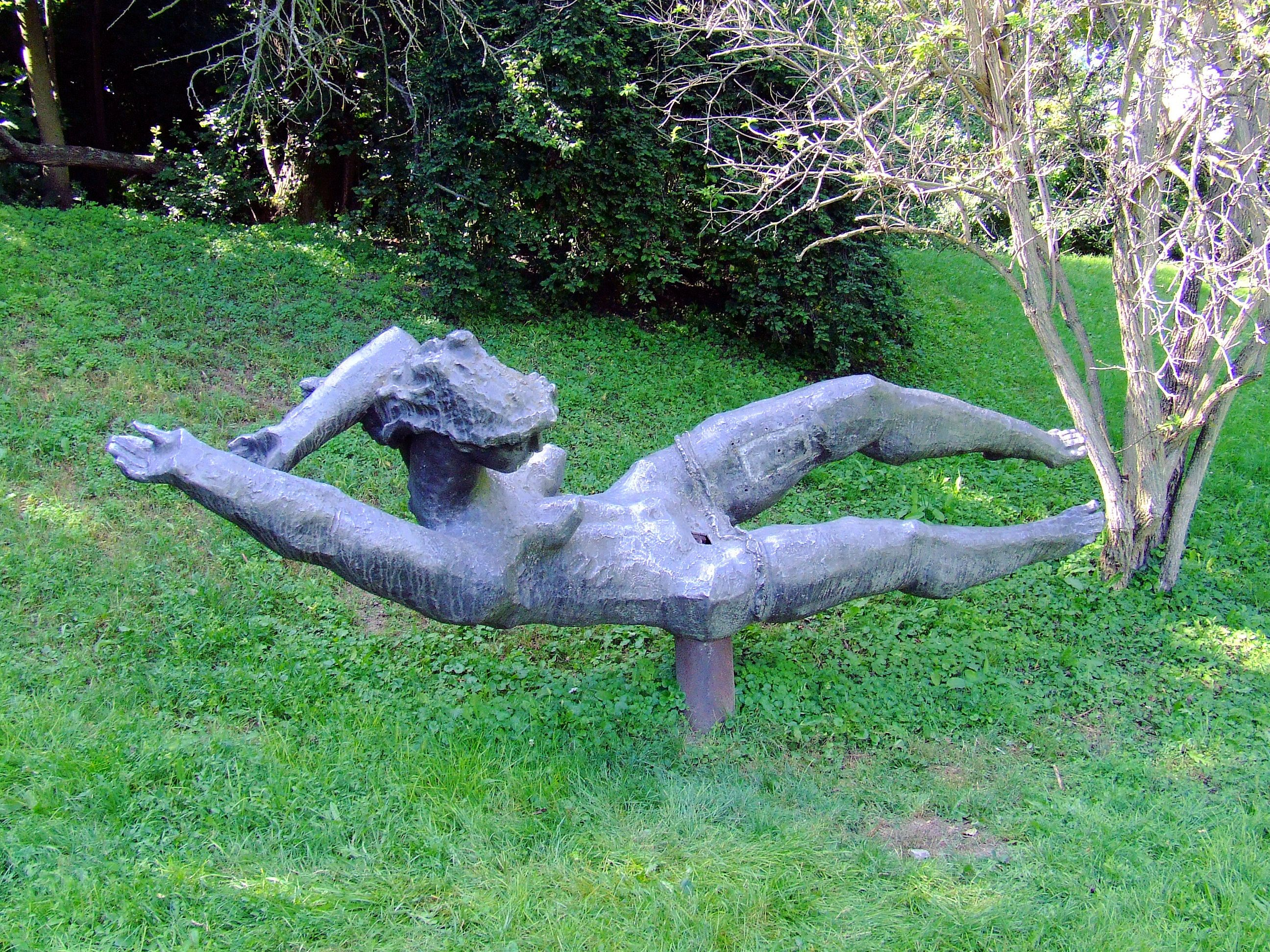
A napozó leány
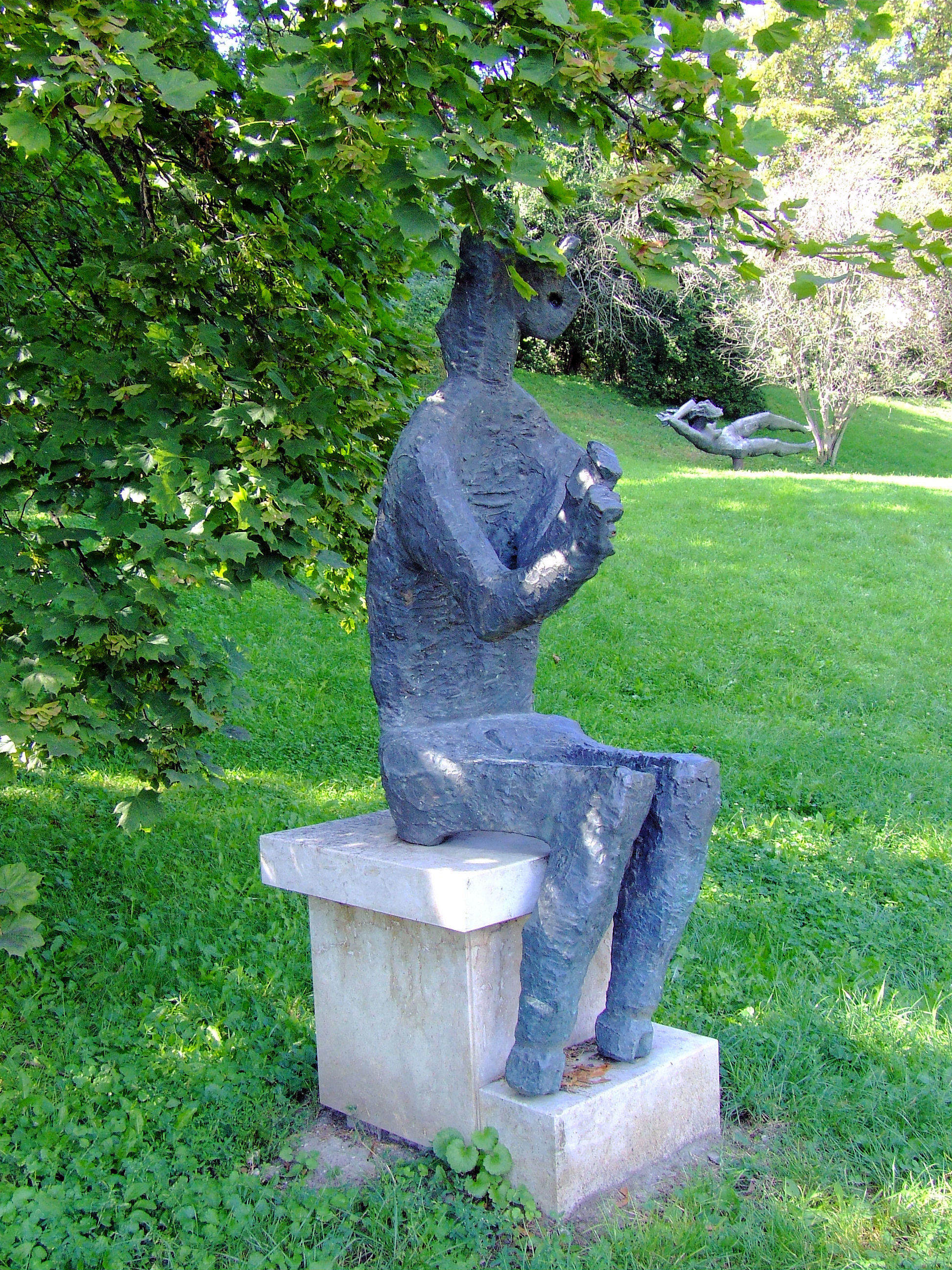
Legenda
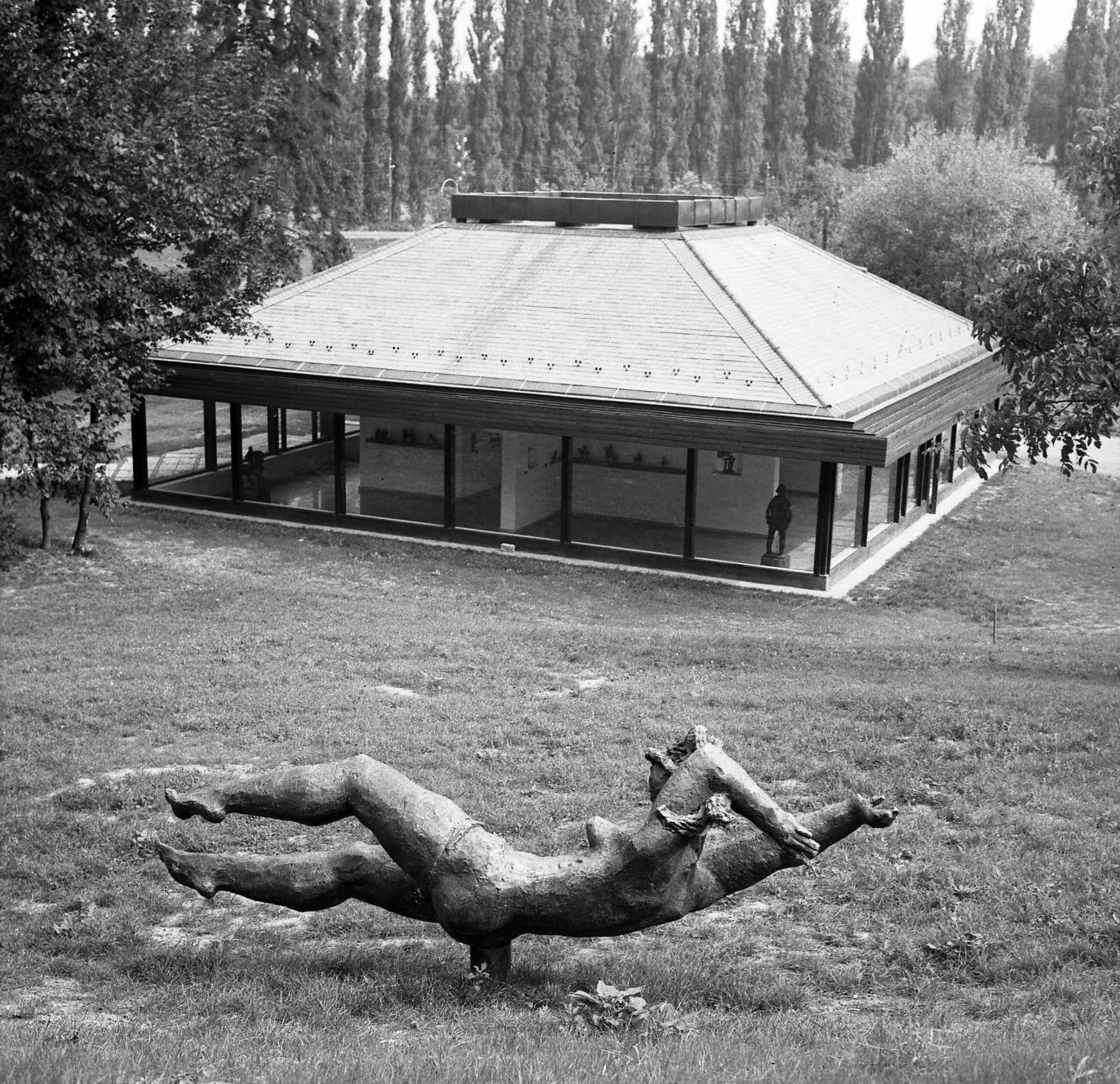
Egykori kép a múzeumról